# ديفيد ويليام أنطونيو
ديفيد ويليام أنطونيو هو كاهن كاثوليكي فلبيني، ولد في 29 ديسمبر 1963.